# El Moral, Valle de Juárez
El Moral är en ort i Mexiko.   Den ligger i kommunen Valle de Juárez och delstaten Jalisco, i den centrala delen av landet, 400 km väster om huvudstaden Mexico City. El Moral ligger 2 004 meter över havet och antalet invånare är 150.
Terrängen runt El Moral är kuperad. Runt El Moral är det ganska glesbefolkat, med 24 invånare per kvadratkilometer. Närmaste större samhälle är Valle de Juárez, 0,90 km nordväst om El Moral. I omgivningarna runt El Moral växer huvudsakligen savannskog.